# Mazurek Dąbrowskiego
Mazurek Dąbrowskiego je poljska nacionalna himna, a 1797. ju je napisao Józef Wybicki. Nazvana je po poljskom vojnom zapovjedniku Janu Henryku Dąbrowskome.
Pjesma se u početku zvala "Pjesma poljskih legija u Italiji" ("Pieśń Legionów Polskich we Włoszech"), a bila je poznata i pod imenom "Poljska nikad neće umrijeti", prema početnim stihovima  "Jeszcze Polska nie zginęła". Ove se riječi često krivo navode kao neslužbeni poljski državni moto. Pjesma je dobila na važnosti i postala jedna od najpopularnijih himni tijekom studenačkog ustanka 1830. i siječanjskog ustanka 1863. Tijekom Proljeća naroda 1848., postaje poznata diljem Europe kao revolucionarna himna u Berlinu, Beču, Pragu i Parizu. To je potaklo slovačkog pjesnika Samuela Tomášika da napiše himnu Hej, Slaveni, zasnovanu na melodiji Dąbrowskog Mazureka, koju je kasnije prihvatio Prvi Kongres Sveslavenskog pokreta u Pragu kao Sveslavensku himnu. Tijekom Drugog svjetskog rata, prijevod ove himne postaje himna Jugoslavije. Druge poznate inačice te himne su i Šumi Marica himna Bugarske od 1886. do 1944.
Usporedi početne stihove ove pjesme s hrvatskom budnicom Još Hrvatska ni propala.

## Vanjske poveznice
- Mazurek Dąbrowskiego  Arhivirana inačica izvorne stranice od 17. travnja 2005. (Wayback Machine) (mp3)